# مناظرات ومنتديات الحزب الجمهوري الرئاسية 2024
أُجريت مناظرات ومنتديات بين المرشحين في الحملة الانتخابية لنيل ترشيح الحزب الجمهوري لرئاسة الولايات المتحدة في انتخابات 2024. قامت اللجنة الوطنية للحزب الجمهوري بجدولة مناظرات أولية رسمية معتمدة من قبلها، فيما أعلنت شبكتا أيه بي سي نيوز وسي إن إن عن تنظيم مناظرات معتمدة أيضًا.

## المناظرات
أعلنت اللجنة الوطنية للحزب الجمهوري في 20 يونيو أن أول مناظرة رئاسية للحزب ستُعقد في صالة فيسيرف فورم بمدينة ميلووكي بولاية ويسكونسن يوم 23 أغسطس. وفي نفس المكان والمدينة سيعقد مؤتمر الحزب الجمهوري الوطني في الفترة من 15 إلى 18 يوليو 2024. في 1 أغسطس، أُعلن أن المناظرة الثانية ستُعقد في مكتبة رونالد ريغان الرئاسية في مدينة سيمي فالي بولاية كاليفورنيا يوم 27 سبتمبر. في 22 سبتمبر 2023، أعلنت اللجنة عن إقامة المناظرة الثالثة في مدينة ميامي بولاية فلوريدا يوم 8 نوفمبر. كما أُقيمت المناظرة الرابعة في مدينة توسكالوسا بولاية ألاباما يوم 6 ديسمبر في جامعة ألاباما في قاعة مودي للموسيقى
أعلنت لجنة المناظرات الرئاسية التابعة للجنة الوطنية الجمهورية في الثامن من ديسمبر أنها لن تعقد أي مناظرات في يناير وأنها ستتيح للمرشحين المشاركة في مناظرات وفعاليات غير معتمدة من قبل اللجنة، مما يعني أن وسائل الإعلام هي التي ستتولى تنظيمها. بعد المناظرات الأربع التي نظمتها اللجنة الوطنية الجمهورية، أعلنت بعض القنوات الإخبارية عن تنظيم مناظرات إضافية معتمدة من قبل اللجنة. استضافت شبكة سي إن إن إحدى هذه المناظرات في 10 يناير 2024 في جامعة دريك في مدينة دي موين بولاية آيوا وذلك قبل انعقاد مؤتمرات الحزب الجمهوري الرئاسية في أيوا عام 2024.
أُلغيت مناظرة قناة ABC التي كان من المقرر عقدها في كلية سانت أنسيلم ‏ في 18 يناير وذلك في 16 يناير، بعدما رفضت نكي هايلي المشاركة في المناظرة دون حضور دونالد ترامب. ولنفس السبب ألغيت مناظرة أخرى لشبكة CNN كان من المقرر عقدها في 21 يناير في كلية نيو إنجلاند في هنيكر بولاية نيوهامبشير (قبل الانتخابات التمهيدية الرئاسية في نيو هامبشير 2024)، في 17 يناير.
كان هناك 13 مرشحًا رئيسيًا في الحزب الجمهوري. شارك منهم 8 مرشحين في مناظرة واحدة على الأقل. وكان رون دي سانتيس ونيكي هيلي هما الوحيدان اللذان شاركا في جميع المناظرات، بينما شارك كريس كريستي وفيفيك راماسوامي في كل المناظرات باستثناء المناظرة النهائية.

### التقديرات
الجدول التالي يعرض التقديرات المتعلقة بعدد المشاهدين الذين تابعوا المناظرات.
| مناظرة | تاريخ          | عدد المشاهدين       | الشبكة               |
| ------ | -------------- | ------------------- | -------------------- |
| 1      | 23 أغسطس 2023  | 12.8 مليون–13 مليون | فوكس نيوز            |
| 2      | 27 سبتمبر 2023 | 9.5 مليون           | فوكس بيزنس يونيفزيون |
| 3      | 8 نوفمبر 2023  | 7.5 مليون           | إن بي سي نيوز        |
| 4      | 6 ديسمبر 2023  | 4.1 مليون           | نيوزنيشن ذا سي دبليو |
| 5      | 10 يناير 2024  | 2.6 مليون           | سي إن إن             |

### الجدول الزمني
| الرقم                            | التاريخ والوقت                   | المكان                            | المضيف                                                         | المشاركون | المشاركون | المشاركون | المشاركون | المشاركون | المشاركون | المشاركون | المشاركون | المشاركون | المشاركون | المشاركون | المشاركون | المشاركون |
| ح حاضر غ غائب م غير مدعو م منسحب | ح حاضر غ غائب م غير مدعو م منسحب | ح حاضر غ غائب م غير مدعو م منسحب  | ح حاضر غ غائب م غير مدعو م منسحب                               | بورغوم    | كريستي    | ديسانتيس  | إلدير     | هالي      | هيرد      | هوتشينسون | جونسون    | بنس       | راماسوامي | سكوت      | سواريز    | ترامب     |
| -------------------------------- | -------------------------------- | --------------------------------- | -------------------------------------------------------------- | --------- | --------- | --------- | --------- | --------- | --------- | --------- | --------- | --------- | --------- | --------- | --------- | --------- |
| 1                                | 23 أغسطس 2023 8 مساءً CDT         | فيسيرف فورم ميلووكي، ويسكونسن     | فوكس نيوز رامبل                                                | P         | P         | P         | N         | P         | N         | P         | N         | P         | P         | P         | N         | N         |
| 2                                | 27 سبتمبر 2023 6 مساءً PDT        | مكتبة ريغان سيمي فالي، كاليفورنيا | فوكس بيزنس رامبل يونيفيزيون                                    | P         | P         | P         | N         | P         | N         | N         | N         | P         | P         | P         | W         | N         |
| 3                                | نوفمبر8، 2023 8 مساءً EST         | مركز أرشت ميامي، فلوريدا          | إن بي سي نيوز شبكة راديو سالم ‏اللجنة اليهودية الجمهورية رامبل  | N         | P         | P         | W         | P         | W         | N         | W         | W         | P         | P         | W         | N         |
| 4                                | ديسمبر 6، 2023 7 مساءً CST        | جامعة ألاباما توسكالوسا، ألاباما  | نيوزنيشن برنامج ميغن كيلي. واشنطن فري بيكون. رامبل ذا سي دبليو | W         | P         | P         | W         | P         | W         | N         | W         | W         | P         | W         | W         | N         |
| 5                                | يناير 10، 2024 9 مساءً EST        | جامعة ديرك دي موين، آيوا          | سي إن إن                                                       | W         | W         | P         | W         | P         | W         | N         | W         | W         | N         | W         | W         | A         |

### 23 أغسطس 2023 – مدينة ميلووكي بولاية ويسكونسن.
| المرشحون المؤهلون للمناظرة الأولى |                        |                                            |                                            |                   |                                 |              |
| المرشح                            | استوفى معيار المتبرعين | استوفى معايير الاستطلاعات (وفقًا لبوليتيكو) | استوفى معايير الاستطلاعات (وفقًا لبوليتيكو) | توقيع تعهد الولاء | استوفى جميع المعايير/ تمت دعوته | مراجع إضافية |
| المرشح                            | استوفى معيار المتبرعين | الاستطلاعات الوطنية                        | الاستطلاعات في الولايات                    | توقيع تعهد الولاء | استوفى جميع المعايير/ تمت دعوته | مراجع إضافية |
| بيرغوم                            | نعم                    | نعم (8 استطلاعات التأهيل)                  | نعم (6 استطلاعات تأهيلية من ولايتين)       | نعم               | نعم                             | [ 38 ]       |
| كريستي                            | نعم                    | نعم (18 استطلاعًا تأهيليًا)                  | نعم (8 استطلاعات تأهيلية من 3 ولايات)      | نعم               | نعم                             | [ 41 ]       |
| دي سانتيس                         | نعم                    | نعم (18 استطلاعًا تأهيليًا)                  | نعم (8 استطلاعات تأهيلية من 3 ولايات)      | نعم               | نعم                             | [ 41 ]       |
| هايلي                             | نعم                    | نعم (18 استطلاعًا تأهيليًا)                  | نعم (8 استطلاعات تأهيلية من 3 ولايات)      | نعم               | نعم                             | [ 41 ]       |
| هوتشينسون                         | نعم                    | نعم (9 استطلاعًا تأهيليًا)                   | نعم (5 استطلاعات تأهيلية من 3 ولايات)      | نعم               | نعم                             | [ 41 ]       |
| بنس                               | نعم                    | نعم (18 استطلاعًا تأهيليًا)                  | نعم (8 استطلاعات تأهيلية من 3 ولايات)      | نعم               | نعم                             | [ 41 ]       |
| راماسوامي                         | نعم                    | نعم (18 استطلاعًا تأهيليًا)                  | نعم (8 استطلاعات تأهيلية من 3 ولايات)      | نعم               | نعم                             | [ 41 ]       |
| سكوت                              | نعم                    | نعم (18 استطلاعًا تأهيليًا)                  | نعم (8 استطلاعات تأهيلية من 3 ولايات)      | نعم               | نعم                             | [ 41 ]       |
| ترامب                             | نعم                    | نعم (18 استطلاعًا تأهيليًا)                  | نعم (8 استطلاعات تأهيلية من 3 ولايات)      | لا                | لا                              | [ 41 ]       |
| سوارز                             | نعم                    | نعم (2 استطلاعات)                          | لا (1 استطلاع من 1 ولاية)                  | نعم               | لا                              |              |
| جونسن                             | نعم                    | لا (استطلاع واحد)                          | نعم (2 استطلاعات تأهيلية من 2 ولايات)      | نعم               | لا                              |              |
| هيرد                              | نعم                    | لا (1 استطلاع)                             | نعم (4 استطلاعات من 2 ولايات)              | لا                | لا                              |              |
| إيلدر                             | نعم                    | لا (1 استطلاع)                             | لا (1 استصلاع من 1 ولاية)                  | نعم               | لا                              |              |

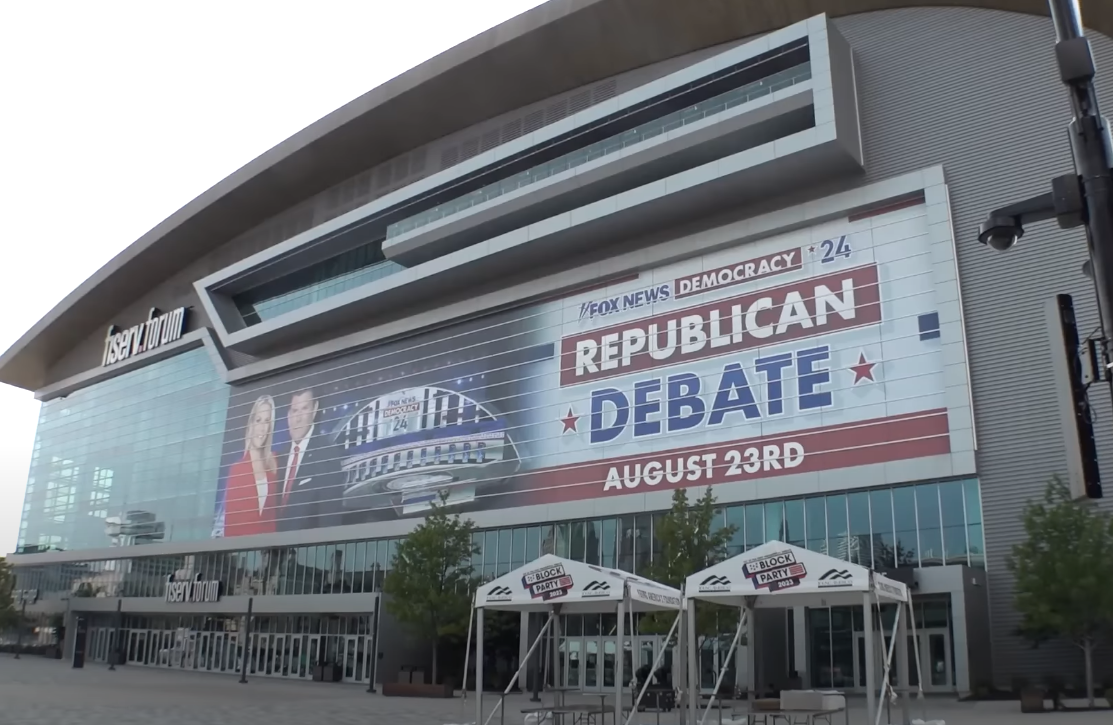
فيسيروف فروم في ميلووكي، بولاية ويسكونسن، قبيل المناظرة الأولى في أغسطس 2023.

بُثّت أول مناظرة تمهيدية للحزب الجمهوري عبر قناة فوكس نيوز في 23 أغسطس 2023، من الساعة 8 مساءً إلى 10 مساءً بتوقيت المنطقة المركزية، في صالة فيسيرف فورم بمدينة ميلووكي بولاية ويسكونسن. قدم المناظرة كل من بريت باير ومارثا ماكالوم.

#### المعايير
في 2 يونيو 2023، أعلنت اللجنة الوطنية للحزب الجمهوري عن الشروط التي يجب توافرها للتأهل للمشاركة في أول مناظرة. وفي 18 يوليو، أصدرت توضيحًا إضافيًا لهذه الشروط.  كان على المشاركين في المناظرة أن يستوفوا المعايير التالية: 
1. يجب أن يكون المرشح مؤهلاً بموجب الدستور وأن يكون قد سجل نفسه بشكل صحيح في لجنة الانتخابات الفيدرالية.
2. يجب أن يوقع المرشح على "تعهد هزيمة بايدن" بحلول 21 أغسطس، ويتعهد فيه بعدم المشاركة في أي مناظرة غير تابعة للجنة الوطنية للحزب الجمهوري، ودعم المرشح النهائي للحزب.
3. يجب أن يحصل المرشح بحلول 21 أغسطس على أكثر من 1% في ثلاثة استطلاعات على مستوى البلاد منذ شهر يوليو، أو في استطلاعين على مستوى البلاد واستطلاع رأي من ولايتين أو أكثر من الولايات التي تجري الانتخابات الأولية مبكرًا مثل آيوا ونيو هامبشاير ونيفادا وجنوب كارولينا. وهذه الاستطلاعات يجب أن تكون وفقًا لمعايير اللجنة الوطنية للحزب الجمهوري.[60]
4. يجب أن يحصل المرشح بحلول 21 أغسطس على تبرعات من 40,000 شخص على الأقل، على أن تكون التبرعات موزعة على 20 ولاية أو إقليم، مع 200 تبرع على الأقل من كل ولاية أو إقليم [61]

في 25 أبريل، لم يكن دونالد ترامب متأكدًا من مشاركته في المناظرات، حيث كتب على منصته تروث سوشيال أنه لم يُستَشَر بشأن المناظرات، وأوضح أنه لا يريد أن يتعرض للتشهير، وأشار إلى أن مشاركته ليست ضرورية في ظل تفوقه الكبير في استطلاعات الرأي. لكن بعد شهرين، في مقابلة مع بريت باير على قناة فوكس نيوز، أبدى ترامب استعداده للمشاركة في المناظرات. بعد أسابيع، انتقد كريس كريستي شرط التعهد المفروض على المشاركين في المناظرات، لكنه اعترف بأنه وقع عليه فقط ليتمكن من الصعود إلى المنصة، وأكد أنه لا ينوي الالتزام به. 
وُصِفَت القواعد بأنها أكثر صرامة مقارنةً بمناظرات الحزب الجمهوري في عام 2016، التي شهدت تنظيم عدة ليالٍ من المناظرات لاستيعاب العدد الكبير من المرشحين المؤهلين، بما في ذلك مناظرة أولية ضمت 17 مرشحًا تم توزيعهم على مناظرتين. صرح إيسا هاتشينسون بأنه هذه القواعد ستمنع بعض الحملات من المشاركة، بينما وصفها لاري إلدير بأنها مرهقة جدًا. وصفها بيري جونسون بأنها سخيفة وبدأ في بيع قمصان تحمل شعارات مثل "أنا مع تاكر" و"أنا ضد سياسة بايدن" مُقابل دولار واحد على فيسبوك، مُحتسبًا كل عملية بيع كتبرع لحملته. فيما قامت حملة راماسوامي بنشر إعلانات على فيسبوك تطلب من الناس التبرع بدولار واحد لتأمين مكان مميز في المناظرة.

## الملاحظات
1. ↑   1.6 مليون (نيوزنيشن)
 2.5 مليون (ذا سي دبليو)[18]
2. ↑   رفض ترامب التوقيع على  شرط التعهد المفروض على المشاركين في المناظرات، مما أدى إلى استبعاده من المشاركة.[24]بدلاً من ذلك، شارك ترامب في مقابلة مع المذيع السابق في فوكس نيوز تكر كارلسون، حيث  بُثت المقابلة على تويتر في ليلة المناظرة.[25]
3. ↑  رفض ترامب التوقيع على تعهد الولاء، مما أدى إلى استبعاده من المشاركة.[24] بدلاً من ذلك، التقى ترامب مع عمال صناعة السيارات وألقى خطابًا في مدينة ديترويت.[27]
4. ↑  رفض ترامب التوقيع على شرط التعهد المفروض على المشاركين في المناظرات، مما أدى إلى استبعاده من المشاركة.[24] بدلاً من ذلك، عقد ترامب تجمعًا حاشدًا في هياليه .[31]
5. ↑  رفض ترامب التوقيع على شرط التعهد المفروض على المشاركين في المناظرات، مما أدى إلى استبعاده من المشاركة.[24] وبدلاً من ذلك، حضر ترامب حدثًا لجمع التبرعات لصالح ماجا إنك.، وهي لجنة عمل سياسي (سوبر باك) تدعم ترشحه.[32]
6. ↑  رفض ترامب الحضور، وبدلاً من ذلك، عقد تجمعًا انتخابيًا منافسًا مع شبكة فوكس نيوز.[34]
7. ↑  ادعت لجنة العمل السياسي المؤيدة لسوارز، إس أو إس أمريكا باك، أن سوارز حصل على ثلاث استطلاعات تأهيلية إضافية. لكن اثنان من كبار المستشارين في اللجنة الوطنية للحزب الجمهوري (RNC) قالا إن هذه الاستطلاعات لم تستوفِ المعايير المحددة.[49][50]
8. ↑  ادعت حملة إلدير أن مرشحهم حقق استطلاعين تأهيليين إضافيين على المستوى الوطني.[56]